# فرانكو زافاريلي
فرانكو زافاريلي (بالإيطالية: Franco Zeffirelli )‏ (و. 1923  م) هو مخرج مسرحي، ومخرج أفلام، وكاتب سيناريو، وسياسي، ومنتج أفلام، من إيطاليا، ولد في فلورنسا، هو عضوٌ في الحزب الديمقراطي المسيحي الإيطالي.

## مناصب
تولى منصب عضو مجلس الشيوخ الإيطالي (21 أبريل 1994–29 مايو 2001).

## التعليم
تعلم في جامعة فلورنسا.

## جوائز وترشيحات
حصل على جوائز منها:
- فارس قائد رتبة الإمبراطورية البريطانية.

ترشح لـ:
- جائزة توني لأفضل تصميم سينمائي [الإنجليزية]‏ (1962)
- جائزة الأوسكار لأفضل تصميم إنتاج، عن عمل: الساقطة
- جائزة الأوسكار لأفضل مخرج، عن عمل: روميو وجولييت.

## وصلات خارجية
- فرانكو زافاريلي على موقع IMDb (الإنجليزية)
- فرانكو زافاريلي على موقع الموسوعة البريطانية (الإنجليزية)
- فرانكو زافاريلي على موقع روتن توميتوز (الإنجليزية)
- فرانكو زافاريلي على موقع مونزينجر (الألمانية)
- فرانكو زافاريلي على موقع ألو سيني (الفرنسية)
- فرانكو زافاريلي على موقع ميوزك برينز (الإنجليزية)
- فرانكو زافاريلي على موقع أول موفي (الإنجليزية)
- فرانكو زافاريلي على موقع قاعدة بيانات برودواي على الإنترنت (الإنجليزية)
- فرانكو زافاريلي على موقع قاعدة بيانات الأفلام السويدية (السويدية)
- فرانكو زافاريلي على موقع إن إن دي بي (الإنجليزية)